# HD 135402
HD 135402 è una stella gigante arancione di magnitudine 6,2 situata nella costellazione di Boote. Dista 439 anni luce dal sistema solare.

## Osservazione
Si tratta di una stella situata nell'emisfero celeste boreale. La sua posizione moderatamente boreale fa sì che questa stella sia osservabile specialmente dall'emisfero nord, in cui si mostra alta nel cielo nella fascia temperata; dall'emisfero australe la sua osservazione risulta invece più penalizzata, specialmente al di fuori della sua fascia tropicale. Essendo di magnitudine pari a 6,2, non è osservabile ad occhio nudo; per poterla scorgere è sufficiente comunque anche un binocolo di piccole dimensioni, a patto di avere a disposizione un cielo buio.
Il periodo migliore per la sua osservazione nel cielo serale ricade nei mesi compresi fra maggio e settembre; nell'emisfero nord è visibile anche per gran parte dell'autunno, grazie alla declinazione boreale della stella, mentre nell'emisfero sud può essere osservata limitatamente durante i mesi invernali australi.

## Caratteristiche fisiche
La stella è una gigante arancione; possiede una magnitudine assoluta di 0,55 e la sua velocità radiale positiva indica che la stella si sta allontanando dal sistema solare.